# La violación de Nanking
La violación de Nanking: el holocausto olvidado de la Segunda Guerra Mundial (en inglés: The Rape of Nanking: The Forgotten Holocaust of World War II) es un libro de no ficción de 1997, escrito por Iris Chang, que describe la masacre de Nanjing de 1937-1938, un episodio de asesinato en masa y violaciones masivas de civiles chinos perpetradas por el Ejército Imperial Japonés en Nanjing, la capital de la República de China, inmediatamente después de la Batalla de Nanjing durante la segunda guerra sinojaponesa. El libro detalla los eventos previos a la masacre, describe gráficamente los crímenes de guerra y las atrocidades cometidas por las tropas japonesas, y critica al Gobierno japonés por su negativa a rectificar las atrocidades. También señala la ignorancia de la población japonesa sobre la masacre. Es uno de los primeros libros importantes en inglés que presentó la Masacre de Nanjing a lectores tanto del Occidente como del Oriente, y ha sido traducido a varios idiomas. El libro renovó significativamente el interés público por la conducta japonesa durante la guerra en China, Corea, Sudeste Asiático (incluyendo las Filipinas) y el Pacífico.
El libro recibió tanto elogios como críticas por parte del público y de académicos. Ha sido alabado por mostrar "más claramente que cualquier relato previo" la extensión y brutalidad del episodio, aunque algunos elementos del análisis de Chang sobre las motivaciones de los eventos, la cultura japonesa y su cálculo del número total de muertos y violaciones fueron criticados por inexactitudes debido a su falta de formación como historiadora. La investigación de Chang para el libro fue reconocida por el descubrimiento de los diarios de John Rabe y Minnie Vautrin, ambos con roles clave en la Zona de Seguridad de Nanjing, un área designada en Nanjing que protegió a civiles chinos durante la masacre.
El libro inspiró al ejecutivo de AOL Ted Leonsis a financiar y producir Nanking, un documental de 2007 sobre la masacre.

## Contexto

### Inspiración
De niña, los padres de Chang le contaron que durante la Masacre de Nanjing, los japoneses "cortaron a los bebés no solo por la mitad, sino en tercios y cuartos". Sus padres habían escapado de China a Taiwán y luego a Estados Unidos después de la Segunda Guerra Mundial. En la introducción de La violación de Nanking, Chang escribió que durante su infancia, la Masacre de Nanjing "permaneció enterrada en el fondo de [su] mente como una metáfora del mal indescriptible". Al buscar en las bibliotecas públicas locales de su escuela y no encontrar nada, se preguntó por qué nadie había escrito un libro al respecto.
El tema de la Masacre de Nanjing volvió a la vida de Chang casi dos décadas después, cuando supo de productores que habían completado documentales sobre el tema. Uno de los productores fue Shao Tzuping, quien ayudó a producir El testamento de Magee, una película que contiene imágenes de la propia Masacre de Nanjing, filmadas por el misionero John Magee. El otro productor fue Nancy Tong, quien, junto con Christine Choy, produjo y codirigió En el nombre del Emperador,[cita requerida] una película que contiene entrevistas con ciudadanos chinos, estadounidenses y japoneses. Chang comenzó a hablar con Shao y Tong, y pronto se conectó con una red de activistas que sentían la necesidad de documentar y dar a conocer la Masacre de Nanjing.: 8–9 

En diciembre de 1994, asistió a una conferencia sobre la Masacre de Nanjing en Cupertino, California, y lo que vio y escuchó allí la motivó a escribir su libro de 1997. Como escribió en la introducción del libro, mientras estaba en la conferencia: 
De repente, me invadió el pánico de que este aterrador desprecio por la muerte y el sufrimiento, esta regresión en la evolución social humana, se redujera a una nota al pie de la historia, tratada como un fallo inofensivo en un programa informático que podría o no volver a causar problemas, a menos que alguien obligara al mundo a recordarlo.: 10 

### Investigación
Chang dedicó dos años a la investigación del libro. La autora encontró materiales de origen en Estados Unidos, incluyendo diarios, películas y fotografías de misioneros, periodistas y oficiales militares que estuvieron en Nanjing durante la masacre.: 11  Además, viajó a Nanjing para entrevistar a sobrevivientes de la masacre y leer relatos chinos y confesiones de veteranos del ejército japonés. También incorporó los trabajos más recientes sobre el tema por parte de historiadores chinos y chino-estadounidenses, incluyendo numerosas fotografías perturbadoras y una gran cantidad de documentos traducidos.
Antes de su publicación, el libro fue revisado por Rana Mitter y Christian Jessen-Klingenberg de la Universidad de Oxford; Carol Gluck de la Universidad de Columbia; y William C. Kirby de la Universidad Harvard. En el momento de escribirlo, el gobierno japonés había clasificado los archivos de la Segunda Guerra Mundial de Japón, haciendo que los registros de archivo no estuvieran disponibles para los investigadores.

#### Los diarios
La investigación de Chang llevó a lo que un artículo del San Francisco Chronicle llamó "descubrimientos significativos" sobre la Masacre de Nanjing, en forma de los diarios de dos occidentales que estuvieron en Nanjing liderando esfuerzos para salvar vidas durante la invasión japonesa. Los diarios documentaron los eventos de la Masacre de Nanjing desde las perspectivas de sus autores y proporcionaron relatos detallados de las atrocidades que presenciaron, así como información sobre las circunstancias de la Zona de Seguridad de Nanjing.
Uno de los diarios fue el de John Rabe, un miembro alemán del Partido Nazi que lideró la Zona de Seguridad de Nanjing, una zona desmilitarizada en Nanjing creada por Rabe y otros occidentales para proteger a civiles chinos. El diario de Rabe tiene más de 800 páginas y contiene uno de los relatos más detallados de la Masacre de Nanjing. Traducido al inglés, fue publicado en 1998 por Random House como El buen hombre de Nanking: los diarios de John Rabe.
El otro diario perteneció a Minnie Vautrin, la misionera estadounidense que salvó la vida de unas 10,000 mujeres y niños al proporcionarles refugio en la Universidad de Ginling. El diario de Vautrin relata su experiencia personal y sentimientos sobre la Masacre de Nanjing; en él, una entrada dice: "Probablemente no hay crimen que no se haya cometido en esta ciudad hoy". Fue utilizado como material fuente por Hua-ling Hu para una biografía de Vautrin y su papel durante la Masacre de Nanjing, titulada Diosa americana en la violación de Nanking: el coraje de Minnie Vautrin.
Chang apodó a Rabe el "Oskar Schindler de Nanking" y a Vautrin la "Anne Frank de Nanking".

## Contenido
El libro La violación de Nanking está estructurado en tres partes principales. La primera utiliza una técnica —lo que Chang llama la "perspectiva Rashomon"— para narrar los eventos de la masacre desde tres perspectivas diferentes: la del ejército japonés, la de las víctimas chinas y la de los occidentales que intentaron ayudar a los civiles chinos. La segunda parte aborda la reacción de posguerra a la masacre, especialmente la de los gobiernos estadounidense y europeo. La tercera parte examina las circunstancias que, según Chang, han mantenido el conocimiento de la masacre fuera de la conciencia pública décadas después de la guerra.: 14–15 

### Crueldad
El libro describe en detalle los asesinatos, torturas y violaciones que ocurrieron durante la Masacre de Nanjing. Chang enumeró y describió los tipos de tortura infligidos a los residentes, incluyendo entierro en vida, mutilación, "muerte en la hoguera", "muerte por congelamiento" y "muerte por ataque de perros". Basándose en el testimonio de un sobreviviente de la masacre, Chang también describe un concurso de matanza entre un grupo de soldados japoneses para determinar quién podía matar más rápido.: 83–88  Sobre las violaciones ocurridas durante la masacre, Chang escribió que "ciertamente fue una de las mayores violaciones masivas en la historia mundial". Estima que el número de mujeres violadas osciló entre 20,000 y hasta 80,000, y afirma que mujeres de todas las clases fueron violadas, incluidas monjas budistas. Además, las violaciones ocurrieron en todos los lugares y a todas horas, y tanto mujeres muy jóvenes como muy mayores fueron violadas. Ni siquiera las mujeres embarazadas se salvaron, escribió Chang, y después de violaciones en grupo, los soldados japoneses "a veces cortaban los vientres de las mujeres embarazadas y arrancaban los fetos para divertirse". No todas las víctimas de violación fueron mujeres, según el libro; los hombres chinos fueron sodomizados y obligados a realizar actos sexuales repulsivos. Algunos fueron forzados a cometer incesto: padres a violar a sus propias hijas, hermanos a sus hermanas, hijos a sus madres.

### Número de muertos
Chang escribió sobre las estimaciones del número de muertos proporcionadas por diferentes fuentes:: 100 
- El especialista militar chino Liu Fang-chu propuso una cifra de 430,000; los oficiales del Memorial de la masacre de Nanjing y el procurador del Tribunal de Distrito de Nanjing en 1946 afirmaron que al menos 300,000 fueron asesinados;
- Los jueces del Tribunal Penal Militar Internacional para el Lejano Oriente (IMTFE) concluyeron que más de 260,000 personas fueron asesinadas;
- El historiador japonés Akira Fujiwara mencionó al menos 200,000;
- John Rabe, quien "nunca realizó un conteo sistemático y dejó Nanjing en febrero", estimó entre 50,000 y 60,000; y
- El historiador japonés Ikuhiko Hata argumentó que el número de muertos estuvo entre 38,000 y 42,000.

El libro analiza la investigación del historiador Sun Zhaiwei de la Academia de Ciencias Sociales de Jiangsu. En su artículo de 1990, "La Masacre de Nanking y la población de Nanking", Sun estimó que el número total de personas asesinadas fue de 377,400. Usando registros de entierro chinos, calculó que el número de muertos excedió la cifra de 227,400. Luego sumó estimaciones que totalizaban 150,000 dadas por el mayor del ejército imperial japonés Ohta Hisao en un informe confesional sobre los esfuerzos de eliminación de cuerpos muertos por parte del ejército japonés, llegando a la suma de 377,400 muertos.: 101 
Chang escribió que hay "evidencia convincente" de que los propios japoneses, en ese momento, creían que el número de muertos podría haber sido tan alto como 300,000. Citó un mensaje que el ministro de asuntos exteriores japonés Kōki Hirota transmitió a sus contactos en Washington D. C. en el primer mes de la masacre, el 17 de enero de 1938. El mensaje reconocía que "no menos de trescientos mil civiles chinos [fueron] masacrados, muchos casos a sangre fría".: 103–4 

## Recepción

### Elogios
La violación de Nanking vendió más de medio millón de copias cuando se publicó por primera vez en Estados Unidos, y según The New York Times, recibió elogios críticos generales. El libro permaneció en la lista de bestsellers de The New York Times durante 10 semanas y vendió más de 125,000 copias en cuatro meses. Varios historiadores destacados afirmaron que la revelación de Chang sobre los crímenes de guerra japoneses y los intentos de posguerra del país para encubrir y distorsionar la historia ayudarán a aumentar la conciencia pública sobre el incidente.
Iris Chang se convirtió en una celebridad instantánea en Estados Unidos: recibió grados honoríficos; fue invitada a dar conferencias y a discutir la Masacre de Nanjing en programas como Good Morning America, Nightline y The NewsHour with Jim Lehrer; fue perfilada por The New York Times; y apareció en la portada de Reader's Digest. Además, Hillary Clinton la invitó a la Casa Blanca; el historiador estadounidense Stephen Ambrose la describió como "quizás la mejor historiadora joven que tenemos"; y la Organización de Americanos de Origen Chino la nombró Mujer Nacional del Año. La popularidad del libro llevó a Chang a realizar una extensa gira de promoción, visitando 65 ciudades en más de un año y medio.
El libro también recibió elogios de los medios de comunicación. The Wall Street Journal escribió que fue el "primer examen exhaustivo de la destrucción de esta ciudad imperial china" y que Chang "excavó hábilmente del olvido los terribles eventos que tuvieron lugar". The Atlantic Monthly describió el libro como "una acusación aplastante del comportamiento del ejército japonés". El Chicago Tribune lo llamó "una poderosa nueva obra de historia e investigación moral" y afirmó que "Chang se preocupa mucho por establecer un recuento preciso de las dimensiones de la violencia". The Philadelphia Inquirer escribió que era un "relato convincente de un episodio horrendo que, hasta hace poco, había sido mayormente olvidado".
Según William C. Kirby, profesor de Historia en la Universidad de Harvard, Chang "muestra más claramente que cualquier relato previo lo que [los japoneses] hicieron" y que "establece conexiones entre la matanza en Europa y en Asia de millones de inocentes durante la Segunda Guerra Mundial". Ross Terrill, asociado de investigación en el Centro Fairbank para la Investigación de Asia Oriental en Harvard, escribió que el libro es "académico, una investigación emocionante y una obra de pasión". Beatrice S. Bartlett, profesora emérita de Historia en la Universidad Yale, escribió: "La investigación de Iris Chang sobre el holocausto de Nanking produce un relato nuevo y ampliado de esta atrocidad de la Segunda Guerra Mundial y refleja una investigación exhaustiva". Frederic Wakeman, director del Instituto de Estudios de Asia Oriental en la Universidad de California en Berkeley, escribió que el libro es "desgarrador... Un libro absolutamente convincente. Las descripciones de las atrocidades plantean preguntas fundamentales no solo sobre el militarismo imperial japonés, sino también sobre la psicología de los torturadores, violadores y asesinos".

### Críticas
Los críticos de Chang alegaron que hizo una asociación inapropiada y simplista entre el asesinato en masa y la cultura japonesa, incluyendo las competiciones marciales japonesas y el bushido; que su libro contenía fechas y nombres históricos incorrectos debido a su falta de formación como historiadora; que sus sentimientos personales eran evidentes en el libro, lo que le restaba rigor intelectual; que ciertos pasajes del libro fueron plagiados; y que prestó una atención desproporcionada a las acciones de políticos y grupos japoneses de derecha que niegan los crímenes de guerra de Japón, mientras ignoraba las contribuciones de historiadores y grupos japoneses que preservan la memoria de la masacre.
Robert Entenmann, profesor de historia en el Colegio St. Olaf, discrepó de su descripción de la masacre. Entenmann opinó que sus explicaciones sobre por qué ocurrió la masacre eran inadecuadas. A pesar de las discrepancias, reconoció que su libro ayudará a preservar la memoria de la atrocidad.
Sonni Efron de Los Angeles Times opinó que la controversia sobre el libro de Chang podría dar a los occidentales la impresión errónea de que se ha escrito poco en Japón sobre la Masacre de Nanjing, cuando en realidad la Biblioteca Nacional de la Dieta contiene al menos 42 libros sobre la masacre y las fechorías de guerra de Japón, 21 de los cuales fueron escritos por liberales que investigan las atrocidades de guerra de Japón. Además, Efron señaló que soldados japoneses ancianos han publicado sus memorias y han dado discursos y entrevistas en número creciente, relatando las atrocidades que cometieron o presenciaron. Después de años de negación impuesta por el gobierno, los libros de texto de secundaria japoneses ahora incluyen relatos de la Masacre de Nanjing como verdad aceptada. Según Efron, los liberales japoneses alegaron que los errores encontrados en el libro de Chang podrían socavar sus esfuerzos, que incluyen dar a conocer la masacre al público japonés y presionar al gobierno japonés para que se disculpe y expíe la masacre.

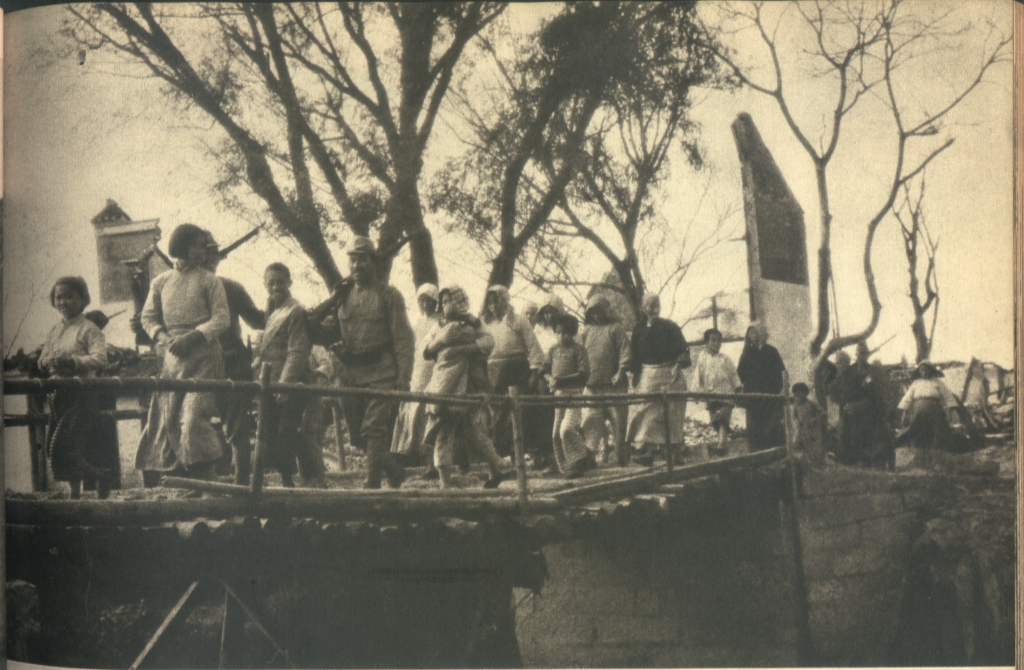
Versión original de una fotografía utilizada por Chang; la precisión del pie de foto en el libro es disputada.

El escritor del San Francisco Chronicle Charles Burress escribió que la cita de Chang de un telegrama secreto enviado por el ministro de asuntos exteriores de Japón en 1938 fue citada incorrectamente como "evidencia convincente" de que las tropas japonesas mataron al menos a 300,000 civiles chinos en Nanjing. Según Burress, la cifra de 300,000 civiles chinos asesinados en realidad provenía de un mensaje enviado por un reportero británico, que concernía a muertes no solo en Nanjing sino también en otros lugares. Además, Burress cuestionó su motivación para escribir el libro —si lo escribió como activista o como historiadora—, afirmando que el libro "obtiene su ímpetu emocional" de su convicción de no dejar que la Masacre de Nanjing sea olvidada por el mundo. Burress también citó a Ikuhiko Hata, un profesor de historia japonés en la Universidad Nihon, quien alegó que 11 fotos en el libro fueron tergiversadas o falsas. Una foto en particular muestra mujeres y niños caminando a través de un puente con soldados japoneses, con el pie de foto: "Los japoneses reunieron a miles de mujeres. La mayoría fueron violadas en grupo o forzadas a la prostitución militar". Hata afirmó que la foto apareció originalmente en 1937 en un periódico japonés como parte de una serie de fotos que mostraban escenas pacíficas de aldeanos chinos bajo la ocupación japonesa. Alegó que, dado que no realizó investigaciones en Japón, retrató incorrectamente las actitudes de posguerra de Japón hacia la atrocidad.
Chang respondió a las críticas de Burress en una carta escrita al San Francisco Chronicle, pero la carta no fue publicada por el periódico. En la carta, ofreció críticas propias sobre el artículo de Burress. Dijo que Hata es considerado un académico poco confiable debido a sus contribuciones regulares a publicaciones japonesas de ultraderecha como Bungei Shunju, una publicación que publicó un artículo que apoyaba la negación del Holocausto y otro que la acusaba, a la Fundación MacArthur y a Rupert Murdoch de ser parte de una conspiración del Partido Comunista de China. En cuanto a sus acusaciones de tergiversación de fotos y pies de foto, escribió que Hata proporcionó evidencia insuficiente para respaldar su sugerencia de que las fotos probaban una ocupación japonesa pacífica.

En referencia a la foto que muestra mujeres y niños caminando a través de un puente con soldados japoneses, escribió: 
"Los japoneses, como los nazis, dependían del engaño para hacer que las ejecuciones masivas y las violaciones masivas fueran más manejables. Los hombres, mujeres y niños chinos desamparados reunidos por los japoneses generalmente se mantenían ignorantes sobre su destino hasta que era demasiado tarde para escapar. En Nanking, las mujeres eran guiadas a 'mercados' para comprar patos y pollos, solo para encontrar pelotones de soldados esperando para violarlas. Los hombres eran asegurados de comida, refugio y seguridad por los soldados japoneses, solo para ser atraídos a áreas remotas y usados para prácticas de bayoneta o concursos de decapitación".
 Escribió que su libro trataba sobre el "horror de la invasión japonesa de China" y que el pie de foto que decía "Los japoneses reunieron a miles de mujeres. La mayoría fueron violadas en grupo o forzadas a la prostitución militar" contenía dos afirmaciones de hecho indiscutible.
Chang también emitió una réplica al argumento de Burress de que citó incorrectamente un telegrama enviado por el ministro de asuntos exteriores de Japón. Escribió que, aunque la cifra original de 300,000 muertes de civiles chinos en Nanjing fue reportada por un reportero británico, esta cifra fue citada en un mensaje que el ministro de asuntos exteriores de Japón envió a sus contactos en Washington D. C. Chang argumentó que el uso de esta cifra por un alto funcionario del gobierno japonés era evidencia de que el gobierno japonés reconoció 300,000 como el número de muertes de civiles chinos. Finalmente, criticó a Burress por su "obsesión con detalles menores" para desviar la atención del alcance y la magnitud de la Masacre de Nanjing, escribiendo que tal era una "táctica común" de los negacionistas del Holocausto.

En una entrevista, Chang desafió a sus críticos diciendo: 
"Si el Ministerio de Asuntos Exteriores de Japón y el resto del gobierno japonés realmente se preocupan por la verdad histórica, entonces deberían abrir todos sus archivos de guerra al resto del mundo... No deberían tener problema en invitar a un equipo internacional de historiadores —historiadores de Estados Unidos, China, Japón, Corea y otros países— para revisar todos los registros japoneses de alto nivel de esa era y publicarlos para el consumo general y académico. Créanme, si los registros de archivo recientemente liberados desmienten alguno de los hechos en mi libro, sería la primera persona en reconocerlo en la próxima edición de La violación de Nanking. Además, ayudaría al gobierno japonés a dar a conocer los nuevos hechos a los medios mundiales y encontrar editoriales prestigiosas en Estados Unidos para traducir los documentos al inglés".

### Reacción en Japón
La violación de Nanking ha causado controversia en Japón. En 1999, Fujiwara dijo: 
"Se está desarrollando una campaña para negar la Masacre de Nanking en sí misma al presentar las debilidades del libro de Iris Chang. Los grupos de negación de la masacre han estado usando este tipo de tácticas para mantener que no hubo masacre al presentar contradicciones en los testimonios citados o por el uso de fotos inapropiadas. Sin embargo, es imposible negar la ocurrencia del incidente en sí debido a estos pocos errores. Es un salto ilógico en el razonamiento negar que la Masacre de Nanking ocurrió al atacar su libro".
El profesor asociado David Askew de la Universidad Asia Pacífico de Ritsumeikan dijo que el libro de Chang encendió un interés en Japón por la masacre, aumentando la cantidad de publicaciones sobre el tema en Japón. Opinó que no existe una visión japonesa unificada de la masacre debido a los debates y controversias internas que la rodean, y que las diferentes visiones pueden clasificarse en grupos de pensamiento mutuamente excluyentes. Alegó que algunos aspectos de su libro socavaron el argumento presentado por la "Escuela del Gran Masacre", que aboga por la validez de los hallazgos en los Juicios de Tokio y concluye que hubo al menos 200,000 víctimas y al menos 20,000 casos de violación, y se considera el grupo de pensamiento más sofisticado y creíble en Japón.

En un intento por evitar que su editorial japonesa publicara una traducción al japonés de su libro, grupos japoneses de derecha amenazaron y atacaron a Chang, su editorial y a historiadores japoneses. Una agencia literaria japonesa le informó que varios historiadores japoneses declinaron revisar la traducción; un profesor se retiró debido a la presión ejercida sobre su familia por "una organización desconocida"; y su editorial dijo que estaba arriesgando su vida al publicar su libro. Según el académico japonés Ivan P. Hall, historiadores revisionistas en Japón organizaron un comité de académicos de derecha para condenar el libro con apariciones repetidas en el Club de Corresponsales Extranjeros en Tokio y en todo Japón. Su editorial japonesa le pidió que editara el libro para los cambios que los académicos japoneses de derecha querían hacer, lo que incluía eliminar fotografías, alterar mapas y publicar una refutación a su libro. Según la correspondencia por correo electrónico entre Chang y Sonni Efron de Los Angeles Times, Chang defendió la veracidad de su investigación. Dijo que corrigió 10 errores, incluyendo fechas incorrectas y nombres mal escritos. La autora rechazó el intento de la editorial de anotar alrededor de 65 elementos en el libro, afirmando que los cambios sugeridos eran detalles adicionales, interpretaciones o afirmaciones de críticos de derecha para los cuales no se proporcionó evidencia. Ella escribió: 
"Puedo asegurarle que prácticamente ninguno de estos errores tenía algo que ver con la descripción histórica de la Masacre de Nanking en sí misma".
 Dado que las solicitudes editoriales iban en contra del contrato de publicación entre Chang y su editorial, decidió retirar la publicación japonesa de su libro y criticó a su editorial por ceder a las amenazas de derecha. Una traducción al japonés de su libro no fue publicada ni circulada en Japón hasta diciembre de 2007.

## Fallecimiento de Chang
Tras la publicación del libro, Chang recibió correo de odio, principalmente de ultranacionalistas japoneses, y notas amenazantes en su automóvil, y también creía que su teléfono estaba intervenido. Su madre dijo que el libro "entristeció a Iris". Sufriendo de depresión, Chang fue diagnosticada con psicosis reactiva breve en agosto de 2004. Comenzó a tomar medicamentos para estabilizar su estado de ánimo. Escribió: 
No puedo deshacerme de mi creencia de que estaba siendo reclutada, y luego perseguida, por fuerzas más poderosas de lo que podría haber imaginado. Si fue la CIA u otra organización, nunca lo sabré. Mientras esté viva, estas fuerzas nunca dejarán de perseguirme.
 Chang se suicidó el 9 de noviembre de 2004. Se realizó un servicio conmemorativo en China por los sobrevivientes de la Masacre de Nanjing, coincidiendo con su funeral en Los Altos, California. El Salón Conmemorativo de las Víctimas en la Masacre de Nanjing, un sitio conmemorativo en Nanjing construido para conmemorar a las víctimas de la Masacre de Nanjing, añadió un ala dedicada a ella en 2005.
En Estados Unidos, un jardín chino en Norfolk, Virginia, que contiene un memorial a Minnie Vautrin, añadió un memorial dedicado a Chang, incluyéndola como la última víctima de la Masacre de Nanjing, y estableciendo paralelismos entre Chang y Vautrin, quien también se quitó la vida. Vautrin se agotó intentando proteger a mujeres y niños durante la Masacre de Nanjing y posteriormente durante la ocupación japonesa de Nanjing, finalmente sufriendo una crisis nerviosa en 1940. Regresó a Estados Unidos para recibir tratamiento médico y se suicidó un año después.

## Ediciones

### Inglés
- 1997. The Rape of Nanking: The Forgotten Holocaust of World War II. Basic Books. 21 de noviembre de 1997. ISBN 978-0-465-06835-7. (requiere registro).
- 1998. The Rape of Nanking: The Forgotten Holocaust of World War II, con un prólogo de William C. Kirby. Penguin. ISBN 978-0-14-027744-9.

### Francés
- 2010. El viol de Nankin – 1937 : un des plus grands massacres du XXe siècle. Payot. ISBN 978-2-228-90520-6.

### Chino
(bajo el nombre chino de Iris Chang: "Zhang Chunru", (张纯如)
- 2005. 《南京大屠杀》 (y Ma Zhixing (马志行), Tian Huaibin (田怀滨), and Cui Naiying (崔乃颖), trads.) (en chino). Oriental Publishing House (东方出版社). ISBN 978-7-5060-1052-8. 382 pp.
- 2015. 《南京大屠杀》 (en chino). CITIC Press (中信出版集团). ISBN 9787508653389. 308 pp.

### Japonés
- 2007. 『ザ・レイプ・オブ・南京—第二次世界大戦の忘れられたホロコースト』 (en japonés). 巫召鴻訳  Dojinsha. ISBN 4-88683-617-8.
- 2007 (Versión corregida). 『「ザ・レイプ・オブ・南京」を読む』 (en japonés). 巫召鴻著  Dojinsha. ISBN 4-88683-618-6.

### Entrevistas con la autora
- Gergen, David, entrevistador. 20 de febrero de 1998. "Iris Chang and the Forgotten Holocaust [Iris Chang y el holocausto olvidado]" (en inglés. Transcripción). The NewsHour. EE.UU.: PBS. Archivado el 19 de marzo de 2012.
- Lamb, Brian, entrevistador. 11 de enero de 1998. "The Rape of Nanking [La violación de Nanking]" (en inglés. Video y transcripción). Booknotes. EE.UU.: C-Span. También disponible en C-Span.
- Mills, Ami Chen, entrevistadora. 12 de diciembre de 1996. "Breaking the Silence [Rompiendo el silencio]" (en inglés). Metroactive. EE.UU.: Metro Publishing, Inc.
- Rose, Charlie, entrevistador. 19 de mayo de 1998. "Iris Chang" (en inglés. Video y transcripción). Charlie Rose. EE.UU.: PBS. También disponible en PBS.

- Datos: Q707502
- Multimedia: The Rape of Nanking (book) / Q707502